# Norrby IF
Norrby IF (NIF), bildad 27 april 1927, är en svensk fotbollsklubb från stadsdelen Norrby i Borås, vilken också haft sektioner för ishockey (idag Borås Hockey) och bordtennis.

## Historia
Norrby IF grundades under namnet Kronängskamraterna men bytte namn till Norrby IF efter något år. I samband med begäran om inträde i Riksidrottsförbundet 1934 tvingades föreningen att byta namn till Norrbygärde IF eftersom det redan fanns en förening registrerad under namnet Norrby IF. År 1948 hemställde föreningen om att få återta namnet Norrby IF, vilket Riksidrottsförbundet beviljade.

## Fotboll

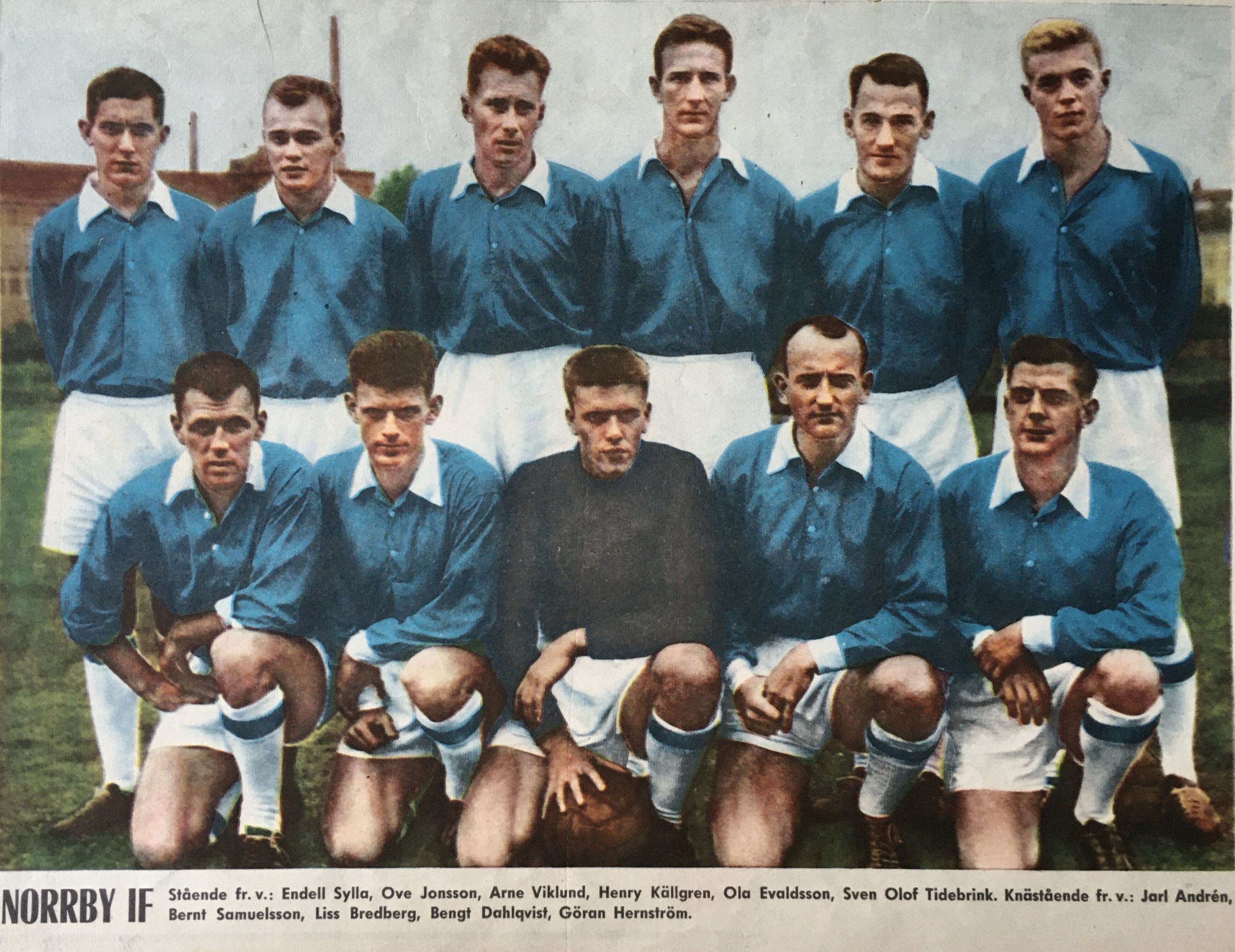
Norrby IF 1960 med landslagsmeriterade anfallaren Henry Källgren i laget.

1940 spelade Norrby för första gången i division III. Föreningen nådde division II första gången 1950. 
Norrby kvalificerade sig som seriesegrare i Götaland till den allsvenska säsongen 1955/56. I den sista matchen mötte Norrby Västerås SK på Ryavallen. En seger hade gett nytt kontrakt, och Norrby tog också ledningen genom Conny Andréasson. Men ett hattrick av Jan Åhlin räddade Västerås kvar i allsvenskan och skickade Norrby tillbaka till division II. Reino Börjesson spelade för Norrby IF under 1950-talets storhetstid. Han spelade 10 A-landskamper för Sverige och deltog i VM i fotboll 1958.
De kommande åren tillhörde Norrby IF de bättre lagen i division II men lyckades inte gå upp i allsvenskan. 1964 degraderades Norrby till division III. Bland lagets stjärnor i slutet på 1960-talet märks Conny Aldorsson, senare i Gais.
Norrby har spelat 25 säsonger i näst högsta divisionen och ligger på 29:e plats i den maratontabellen. (Källa: SFS) Säsongen 2017 spelar Norrby i superettan, detta efter en kvalseger mot Assyriska FF i november 2016. 
Publikrekordet på 17 391 personer är från derbyt mot IF Elfsborg hösten 1957.

## Spelare

### Spelartrupp
(L) - Inlånad spelare
| Nummer      | Land      | Spelare                | Födelsedatum      | Kom från       | Moderklubb     |           |
| Målvakter   | Målvakter | Målvakter              | Målvakter         | Målvakter      | Målvakter      | Målvakter |
| ----------- | --------- | ---------------------- | ----------------- | -------------- | -------------- | --------- |
| 1           | Sverige   | Sebastian Banozic      | 17 juli 2003      | BK Häcken      | KF Velebit     |           |
| 12          | Sverige   | Tim Svensson Lillvik   | 29 september 2000 | Tvååkers IF    | Sjömarkens IF  |           |
| 23          | Sverige   | Albin Neziri           | 13 februari 2005  | Norrby IF U    | Byttorps IF    |           |
| Försvarare  |           |                        |                   |                |                |           |
| 2           | Sverige   | David Bendrik          | 27 januari 2003   | Tvååkers IF    | Tölö IF        |           |
| 3           | Sverige   | Johannes Engvall (L)   | 18 augusti 2005   | BK Häcken      | Azalea BK      |           |
| 5           | Sverige   | Vidar Svendsen         | 22 december 2003  | BK Häcken      | Masthuggets BK |           |
| 13          | Sverige   | Oskar Gaschet Lundgren | 22 juli 2006      | Norrby IF U    | Aplareds IF    |           |
| 14          | Sverige   | Olle Backlund          | 30 december 2004  | Norrby IF U    | Sparsörs AIK   |           |
| 17          | Sverige   | Ture Spendler          | 1 oktober 2003    | Räppe GoIF     | Sandsbro AIK   |           |
| Mittfältare |           |                        |                   |                |                |           |
| 4           | Sverige   | Linus Dahl             | 9 april 1995      | Falkenbergs FF | Mölnlycke IF   |           |
| 6           | Sverige   | Joel Hjalmar (L)       | 28 juni 2005      | BK Häcken      | Kållereds SK   |           |
| 10          | Sverige   | Jamie Bichis           | 14 mars 2004      | Degerfors IF   | Laxå IF        |           |
| 13          | Sverige   | Lendi Haziraj          | 18 september 2005 | Norrby IF U    | Brämhults IK   |           |
| 18          | Sverige   | Jonathan Edenvik       | 28 februari 2009  | Norrby IF U    | Sparsörs AIK   |           |
| 19          | Sverige   | Alfred Lydén           | 26 juni 2007      | Norrby IF U    | Sverige        |           |
| 22          | Sverige   | Teo Helge              | 8 december 2004   | Norrby IF U    | Byttorps IF    |           |
| -           | Sverige   | Malte Wester           | 17 september 2005 | IF Elfsborg    | Djurgårdens IF |           |
| Anfallare   |           |                        |                   |                |                |           |
| 7           | Sverige   | Alen Krasnici          | 20 september 1992 | Bergdalens IK  | SK Winno       |           |
| 9           | Sverige   | Richard Yarsuvat       | 24 maj 1992       | Dalstorps IF   | Borås AIK      |           |
| 11          | Sverige   | Max Andersson          | 5 juni 2003       | Lindome GIF    | Lindome GIF    |           |
| 15          | Sverige   | Leon Isa               | 1 februari 2005   | Kalmar FF      | Kalmar FF      |           |
| 16          | Nigeria   | Yusuf Abdulazeez (L)   | 9 mars 2002       | Mjällby AIF    | Gombe United   |           |
| 19          | Sverige   | Musse Bäck Engström    | 18 juni 2007      | Norrby IF U    | Herrljunga SK  |           |
| 24          | Sverige   | Lukas Paulsén          | 28 december 2005  | Tvååkers IF    | Kinna IF       |           |

### Utlånade spelare
| Nr | Land    | Pos | Namn                                                  |
| -- | ------- | --- | ----------------------------------------------------- |
| -  | Sverige | F   | Wilhelm Ekdahl (i Dalstorps IF till 31 december 2025) |

| Nr | Land | Pos | Namn |
| -- | ---- | --- | ---- |

## Ishockey
Norrby IF har även haft en ishockeysektion som från säsongen 1961/62 spelade i näst högsta divisionen, division 2, men som 1969 bröt sig ur som Borås HC.

## Bordtennis
Trenne SM-guld i bordtennis kan klubben också ståta med. Hans Alsér började sin framgångsrika idrottskarriär med att bli svensk singelmästare för Norrby IF 1960. Året därpå fyllde Tony Larsson på med två stycken, ett i singel och ett i dubbel (tillsammans med Björne Mellström, Djurgården IF).